# Austriacka teoria cyklu koniunkturalnego
Austriacka teoria cyklu koniunkturalnego  – teoria sformułowana przez ekonomistów szkoły austriackiej mająca na celu wyjaśnienie przyczyn powstawania, dynamikę oraz skutki cykli koniunkturalnych.
Podstawy tej teorii wypracowane zostały przez Ludwiga von Misesa i Friedricha von Hayeka w pierwszych dekadach XX wieku. Podążając za rozumowaniem Misesa, Hayek stwierdza, że nietrwały boom spowodowany jest udzielaniem przez banki zbyt dużego kredytu według stopy procentowej niższej od jej poziomu naturalnego. Ten nadmierny kredyt jest podstawową przyczyną pojawienia się cyklu koniunkturalnego.
Według ekonomistów szkoły austriackiej, banki powodują sztuczny ruch na rynku dóbr kapitałowych oraz nadmierne inwestycje w fazie ekspansji kredytowej (boomu) i inflacyjnej emisji pieniądza. Ruch ten powoduje złą alokację ograniczonych środków i po pewnym czasie okazuje się pozbawiony zdrowych podstaw ekonomicznych (np. wiele projektów zostaje przeinwestowanych, kapitał lokowany jest w bardzo ryzykowne przedsięwzięcia czy wręcz spekulację), co powoduje kontrakcję na rynku i recesję w gospodarce – drugą fazę cyklu koniunkturalnego. „Kryzys” pojawia się, kiedy konsumenci dążą do przywrócenia pożądanego poziomu oszczędności i konsumpcji przy bieżącym poziomie stóp procentowych.
Zwolennicy tej teorii zwracają uwagę na różne tempo, z którym świeżo wykreowany kredyt trafia na różne rynki w gospodarce i, w konsekwencji, powoduje zmiany zarówno podczas ekspansji, jak i kontrakcji gospodarki w pewnej kolejności.
Ekonomia akademicka wraz z rozwojem monetaryzmu w drugiej połowie XX wieku zasadniczo odrzuciła klasyczną koncepcję ABT, zarówno na gruncie teoretycznym, jak i empirycznym. Elementy teorii zostały jednak wykorzystane w późniejszych modelach cykli koniunkturalnych. Współcześni ekonomiści identyfikujący się z nurtem austriackim, tacy jak Roger W. Garrison rozwijają zmodyfikowane wersje tej teorii.

## Historia
Podwaliny pod austriacką teorię cyklu koniunkturalnego położył w 1912 r. Ludwig von Mises w pracy Theorie des Geldes und der Umlaufsmittel (polskie wydanie: Teoria pieniądza i kredytu, 2013), oraz Friedrich August von Hayek w 1929 r. w Geldtheorie und Konjunturtheorie (Teoria pieniądza i cyklu koniunkturalnego) i Prices and Production (Produkcja i ceny) z 1931 r. Teoria „kredytu obrotowego” Misesa jest swego rodzaju kombinacją teorii naturalnej stopy procentowej rozwiniętej przez szwedzkiego ekonomistę Knuta Wicksella oraz austriackiej teorii kapitału naszkicowanej przez Carla Mengera i rozszerzonej później przez Eugena von Böhm-Bawerka. Nie bez znaczenia na poglądy Misesa pozostaje także wpływ British Currency School, która podobnie jak on przyczyn fluktuacji gospodarczych upatrywała w ekspansji monetarnej. Dalszy wkład teoretyczny do tej teorii wnieśli m.in. Murray N. Rothbard, Roger W. Garrison oraz Jesus H. de Soto.

## Nadmierna ekspansja kredytowa jako przyczyna recesji
Austriacka teoria cyklu koniunkturalnego wychodzi z porównania ekonomicznej ekspansji spowodowanej wzrostem oszczędności (savings-induced boom), która jest, zdaniem Austriaków, zjawiskiem pozytywnym i do utrzymania (sustainable) z ekspansją spowodowaną nadmiernym kredytem (credit-induced boom), która z kolei, zdaniem Austriaków, jest zjawiskiem negatywnym i nie do utrzymania (nonsustainable). Za „nadmierny kredyt” uważają oni generalnie taki kredyt, który przewyższa oszczędności. Stąd też Austriacy postulują pieniądz oparty na kruszcu (konkretnie na złocie) i likwidację banków centralnych, które winią oni za kreację nadmiernego kredytu. Austriacy widzą więc główną (i praktycznie jedyną) przyczynę cyklów koniunkturalnych w nadmiernych kredytach „orkiestrowanych” przez wspomniane wyżej banki centralne, i tym różnią się od praktycznie wszystkich pozostałych ekonomistów, którzy przyczyn i remediów na kryzysy szukają albo głębiej (Karol Marks, John Kenneth Galbraith) albo też, podobnie jak Austriacy, na rynku finansowym, ale jako wynik znacznie bardziej złożonych procesów (John Maynard Keynes).

## Stagflacja
Tezy zawarte w teorii Austriaków pozwalają, zdaniem jej zwolenników, na alternatywną interpretację zjawiska stagflacji, którego wystąpienia nie analizował w swojej Ogólnej teorii John Maynard Keynes, jak również przedstawić alternatywną interpretację przyczyn i skutków Wielkiego Kryzysu. Obecnie przyczyny stagflacji lat 70. ubiegłego wieku wyjaśnia się raczej nałożeniem na siebie dwóch czynników: inflacyjnego finansowania przez USA wojny w Wietnamie, cyklu programów socjalnych (War on Poverty) i kryzysu (szoku) energetycznego.

### Rola banków centralnych
Austriacy uznają, że główną przyczyną większości cykli koniunkturalnych jest obecny system bankowy z dominująca rolą banku centralnego, którego polityka sprzyja ustalaniu stóp procentowych na zbyt niskim poziomie przez zbyt długi czas oraz sprzyja nadmiernej ekspansji kredytu bankowego poprzez sprzyjanie cząstkowej rezerwie bankowej. Taka nadmierna kreacja kredytu powoduje powstawanie „baniek spekulacyjnych” i sztucznie niskich oszczędności. W dobie pieniądza fiducjarnego, bank centralny tworzy nowe pieniądze i przekazuje je do banków komercyjnych, które kreują depozyty dzięki przyzwoleniu na istnienie niskich rezerw. Ten utworzony w nadmiarze nowy pieniądz wchodzi na rynek kredytowy i zapewnia niższe oprocentowanie niż to, jakie istniałoby, jeśli podaż pieniądza byłaby stabilna.

### Różnice poglądów Hayeka i Misesa
Przedstawiciele szkoły austriackiej bliżsi poglądom Hayeka i Garrisona uważają, że zarówno inflacja, jak i deflacja jest szkodliwa, i nie wykluczają groźby naturalnej zawodności rynku, oraz roli instytucji państwowych w jej korekcji. Bańka spekulacyjna może być rozładowana stopniowo, krach nie jest pożyteczny. Uznają oni za kluczową rolę stóp procentowych, i nie twierdzą, że pieniądz musi być oparty na kruszcu. Mises, Rothbard i przedstawiciele anarchokapitalizmu sądzą z kolei, że każda państwowa interwencja może być jedynie szkodliwa, i należy zrezygnować z pieniądza fiducjarnego. Kluczową rolę gra dla nich podaż pieniądza, która nie jest ich zdaniem neutralna. Uważają oni, że bańki spekulacyjne nieuchronnie prowadzą do krachu, który nie powinien być sztucznie łagodzony, ponieważ jest potrzebny do usunięcia z rynku złych inwestycji.

## Ocena austriackiej teorii cyklu koniunkturalnego
Według Nicholasa Kaldora prace Hayeka nad austriacką teorią cyklu koniunkturalnego początkowo „zafascynowały świat naukowy ekonomistów”. Hayek starając się wypełnić luki w teorii, doprowadził do pojawienia się nowych jeszcze większych luk, aż w końcu uznano, że podstawowa hipoteza teorii, że niedobór kapitału powoduje kryzysy musi być niepoprawna.
Lionel Robbins był na początku lat 30. zwolennikiem austriackiej teorii cyklu koniunkturalnego, co zawarł w opublikowanej w 1934 książce The Great Depression. W latach późniejszych żałował, że napisał tę książkę i stał się zwolennikiem kontrargumentów prezentowanych przez zwolenników teorii Johna Maynarda Keynesa.
Wpływ złej polityki monetarnej na kryzys został zaakceptowany przez ekonomię neoklasyczną, jednak wyciąga się z tego inne wnioski. Według obserwacji nurtu keynesowskiego, które także zostały włączone we współczesną ekonomię głównego nurtu, niekontrolowany krach spekulacyjny nie jest dobrą metodą usuwania z rynku „złych inwestycji”, ze względu na lepkość (sztywność) cen i płac. Przedsiębiorcy nie mają w rzeczywistości pełnej swobody w dostosowaniu się do gwałtownych zmian, i reagują raczej przez redukcję zatrudnienia, niż modyfikację cen i płac. Kryzys w pierwszej kolejności zwiększa więc poziom bezrobocia, i zmniejsza popyt zagregowany, nie jest zatem w sposób efektywny zorientowany głównie na likwidację nieefektywnych firm, bez negatywnych efektów zewnętrznych dla całej gospodarki. Bezrobocie i ogólny spadek produktywności zwrotnie pogłębiają recesję. Ekonomia neoklasyczna (głównego nurtu) również zwraca więc uwagę na kluczową rolę polityki monetarnej w eskalowaniu lub zażegnywaniu kryzysów ekonomicznych, wskazuje jednak na przeciwne niż szkoła austriacka metody walki z kryzysami – celowo ekspansywną politykę pieniężną.
Francuski ekonomista, laureat nagrody im. Alfreda Nobla z ekonomii, Maurice Allais był zwolennikiem austriackiej teorii cyklu koniunkturalnego i w swoich pracach często cytował czołowych ekonomistów szkoły austriackiej – Ludwiga von Misesa i Murraya N. Rothbarda.
To, że austriacka teoria jest uważana za jedną z uznawanych współcześnie teorii cyklu kredytowego, podkreślone jest m.in. przez ekonomistów ze szkoły postkeynesowskiej pracujących w Banku Rozrachunków Międzynarodowych.
Jak zauważa ekonomista konserwatywny Bryan Caplan, w koncepcji ABT przyjmuje się bez uzasadnienia, że podmioty rynkowe nie są świadome, że niskie stopy procentowe nie są zjawiskiem stałym. Teoria ta, w ujęciu Misesa i Rothbarda, pomija też problemy związane z deflacją, i stawia błędne prognozy dotyczące reakcji zatrudnienia i kapitału na kryzys ekonomiczny.

### Krytyka empiryczna
Główna prognoza klasycznego ABT – że po bańkach kredytowych następuje proporcjonalny krach – została uznana za sfalsyfikowaną przez monetarystów, takich jak Milton Friedman, którzy nie zaobserwowali takiej korelacji w danych gospodarczych obejmujących XIX i XX wiek. Model ABT zakłada również, że przyczyną recesji kredytowych jest niedobór (szok podażowy) kapitału, co nakazuje spodziewać się inflacji w czasie kryzysów ekonomicznych. Większość historycznych krachów wiązała się jednak ze zjawiskiem deflacji, lub stagflacji mającej inne podłoże. Ponadto, wraz z rozwojem współczesnych metod prowadzenia bankowości centralnej, takich jak reguła Taylora, oraz rezygnacją ze standardu złota, obserwuje się łagodniejsze recesje niż w przeszłości. Podobnie do opisanych wyżej zarzutów Caplana, w rzeczywistości obserwuje się też wyższą racjonalność uczestników rynku. Część ekonomistów współczesnej szkoły austriackiej zwraca też uwagę, że każdy produkt rynkowy ma odrębne naturalne stopy procentowe.
Współczesne warianty ABT, oparte na nurcie myśli Hayeka i rozwijane m.in. przez Rogera W. Garrisona, znajdują ograniczone poparcie w danych empirycznych, w szczególności w części niemonetarnej. Dzisiejsze neoklasyczne modele cyklu koniunkturalnego, takie jak RCT, uwzględniają wybrane elementy ABT, do którego odwoływał się m.in. Robert Lucas. Istotnie udało się zaobserwować związki pomiędzy polityką banków centralnych a przebiegiem kryzysów finansowych.
Twórca reguły Taylora, ekonomista John B. Taylor, uważa w zgodzie z postulatami ABT, że zbyt ekspansywna polityka monetarna Systemu Rezerwy Federalnej była kluczowym czynnikiem przyczynowym dla kryzysu finansowego w latach 2007–2008. Proponuje on, aby amerykański bank centralny zrezygnował z aktywnego sterowania stopami procentowymi, i kierował się mechanicznie regułą Taylora. Szef Systemu Rezerwy Federalnej z okresu recesji, Ben Bernanke, przyznając się do pewnych błędów, wskazuje jednak na to, że reguła ta była przestrzegana, i nie jest w rzeczywistości wystarczająca do pełnej oceny i wyjaśnienia sytuacji gospodarczej. Ekonomista Scott Sumner również wskazuje na inną diagnozę i rozwiązania – kierowanie się nominalnym PKB jako celem akcji monetarnych. Część komentatorów przypisuje skuteczne zakończenie recesji temu, że System Rezerwy Federalnej wykorzystał jego rady. Polityka Europejskiego Banku Centralnego zorientowana bardziej na restrykcję monetarną, w połączeniu z polityką fiskalną rządów europejskich nastawioną na „zaciskanie pasa” (austerity), przyniosła gorsze rezultaty i dłuższe wychodzenie z recesji.